# Palomo (música mexicana)
El palomo es un tipo de pieza musical y danza folklórica de México, popular en el estado de Guerrero y con otras muchas versiones en Oaxaca, Veracruz. En alguna de sus coplas hace mención a temática de paloma o palomo en relación con una metáfora. Su estructura es de 6 compases de 2/4 por cada estrofa.
“El jarabe” y “El palomo” representaron durante el siglo XIX y principios del XX los temas emblemáticos del baile y música folclórica propia de los mexicanos. 